# Maggi

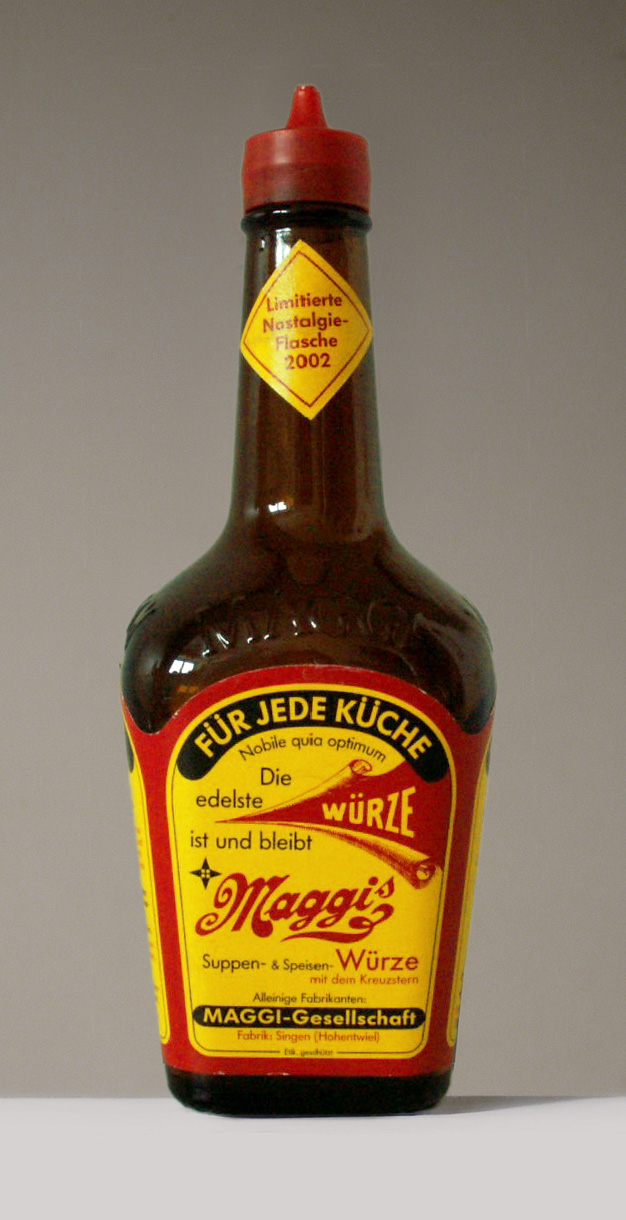

Maggi – międzynarodowa marka przypraw, zup, sosów, makaronów oraz innych dodatków spożywczych. W Polsce często używana jako synonim przyprawy Maggi w płynie, będącej jednym z produktów należących do marki Maggi. Maggi jest zarejestrowanym znakiem towarowym firmy Nestlé.
Nazwa pochodzi od nazwiska założyciela wytwórni i pomysłodawcy wyrobu – Juliusa Maggi, który w Szwajcarii w 1886 roku wprowadził na rynek Maggi-Würze („Przyprawę Maggi”) oraz pierwsze zupy w proszku. Rok później przyprawa została zarejestrowana w Niemczech.
Aktualnie skład zawiera wodę, sól, glutaminian sodu (E621),
5'-rybonukleotydy disodowe (E635) (nadające charakterystyczny smak umami), ocet, wyciąg z lubczyku, glukozę, ekstrakt drożdży oraz aromat.

## Przyprawa Maggi
Przyprawa w płynie, zbliżona w swoim smaku, konsystencji i ogólnym wyglądzie do sosu sojowego, wykorzystywana jako dodatek aromatyzujący do zup, mięs, sosów itp.
Kanciasty kształt butelki i kolory etykiety (czerwono-żółte) zostały opracowane przez Juliusa Maggi. Podstawą oryginalnych szwajcarskich przypraw był wyciąg z ziela lubczyku ogrodowego. Obecnie składnikami przyprawy są: sól, glutaminian sodu, ocet, glukoza, ekstrakt drożdżowy, aromat.